# Kazimierz Radoński
Kazimierz Radoński z Radonia herbu Jasieńczyk (ur. 28 kwietnia 1733 – zm. 28 lutego 1795 w Grodzisku Wielkopolskim) – generał major wojsk koronnych od 1774 roku, starosta powidzki od 1772 roku, starosta dębski w 1767 roku.
Początkowo w wojsku saskim. Służył w Szkole Rycerskiej. W załączniku do depeszy z 2 października 1767 roku do prezydenta Kolegium Spraw Zagranicznych Imperium Rosyjskiego Nikity Panina, poseł rosyjski Nikołaj Repnin określił go jako posła właściwego dla realizacji rosyjskich planów na sejmie 1767 roku za którego odpowiada król, poseł województwa poznańskiego i województwa kaliskiego na sejm 1767 roku. Członek Komisji Wojskowej Koronnej w 1775 roku.  
W 1774 został kawalerem Orderu Świętego Stanisława. 
Zmarł w Grodzisku, pochowany w klasztorze bernardynów.